# 豊川市コミュニティバス

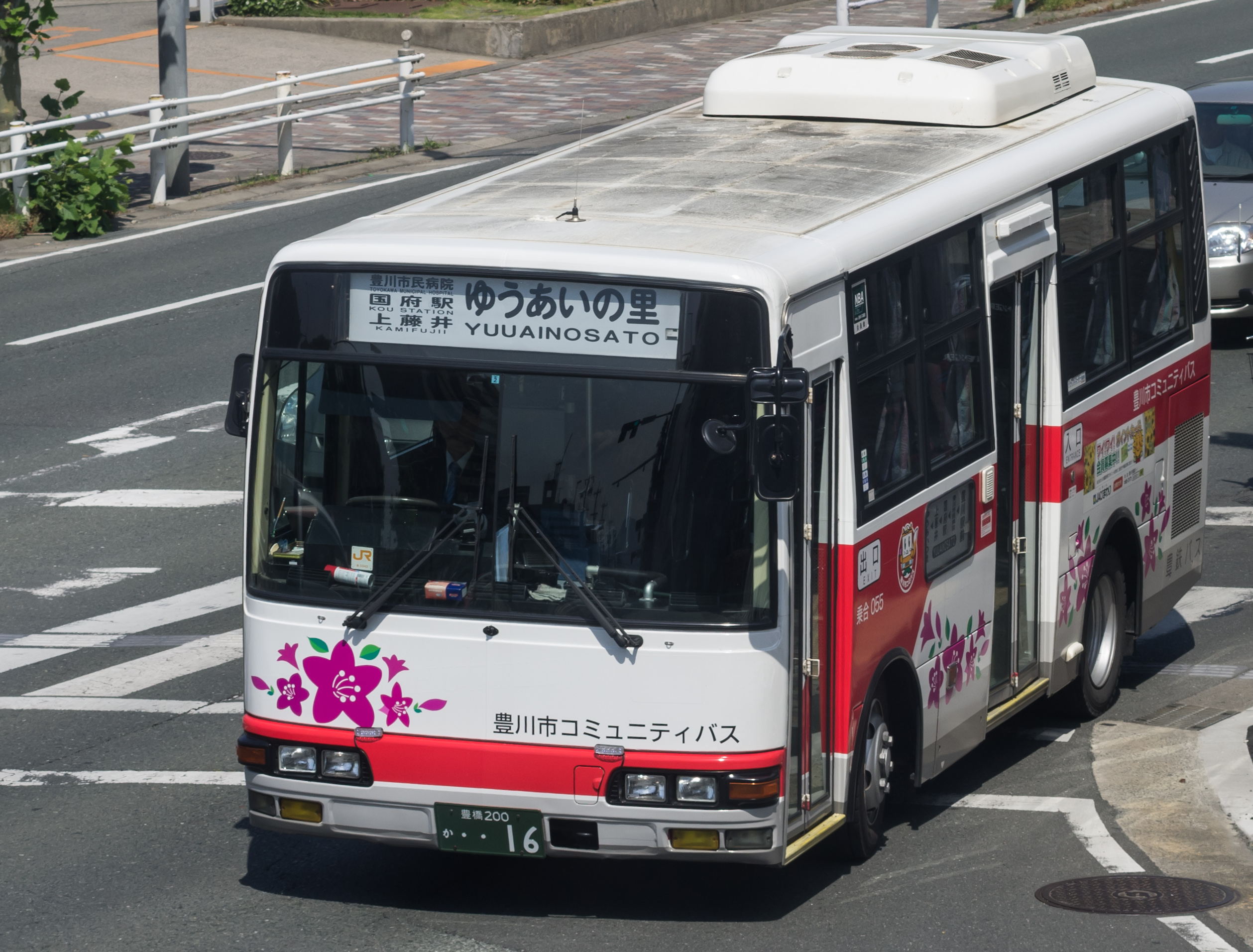
豊川国府線で使用されている小型バス

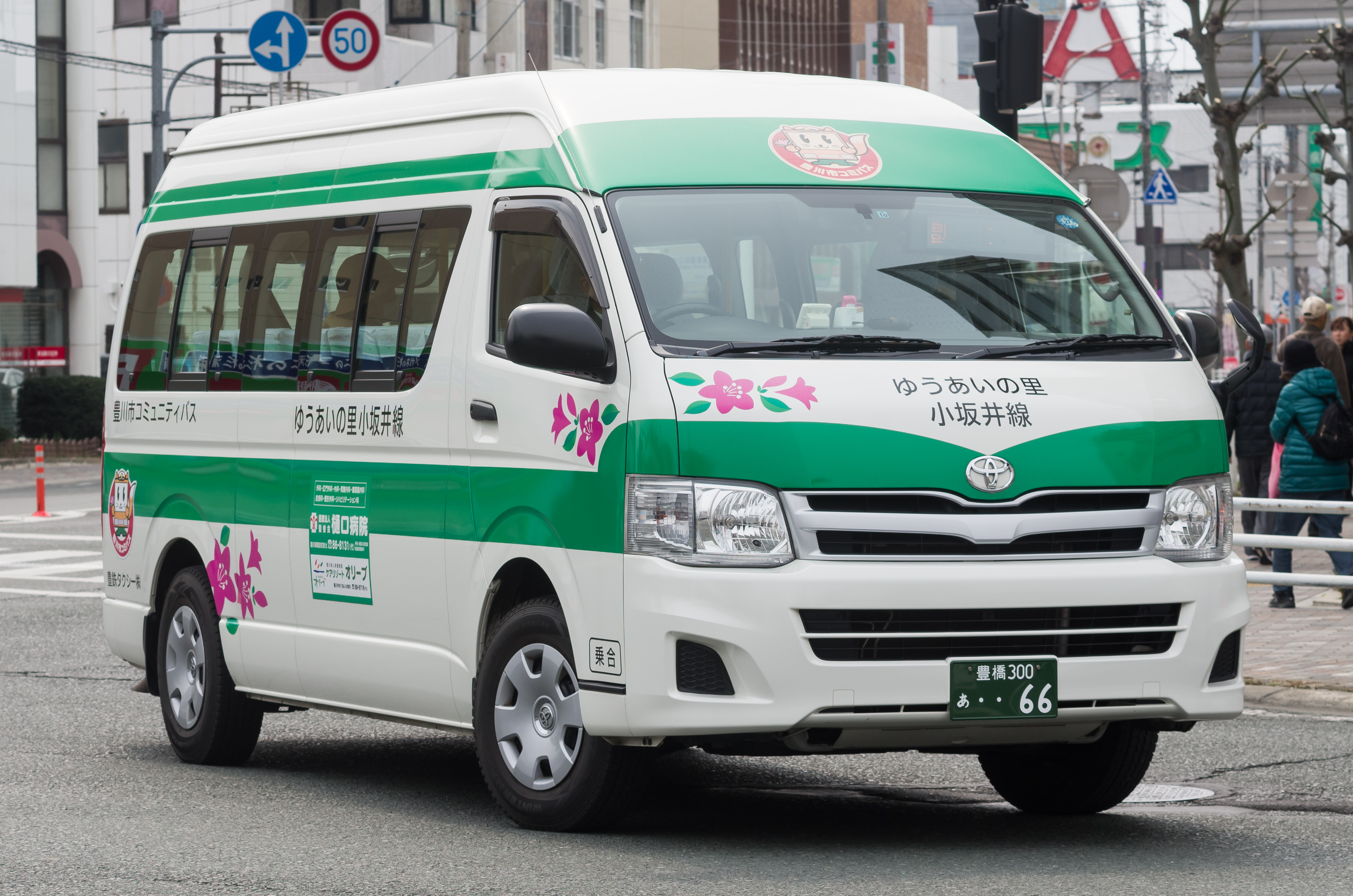
豊川国府線、一宮線以外の路線で使用されているジャンボタクシー

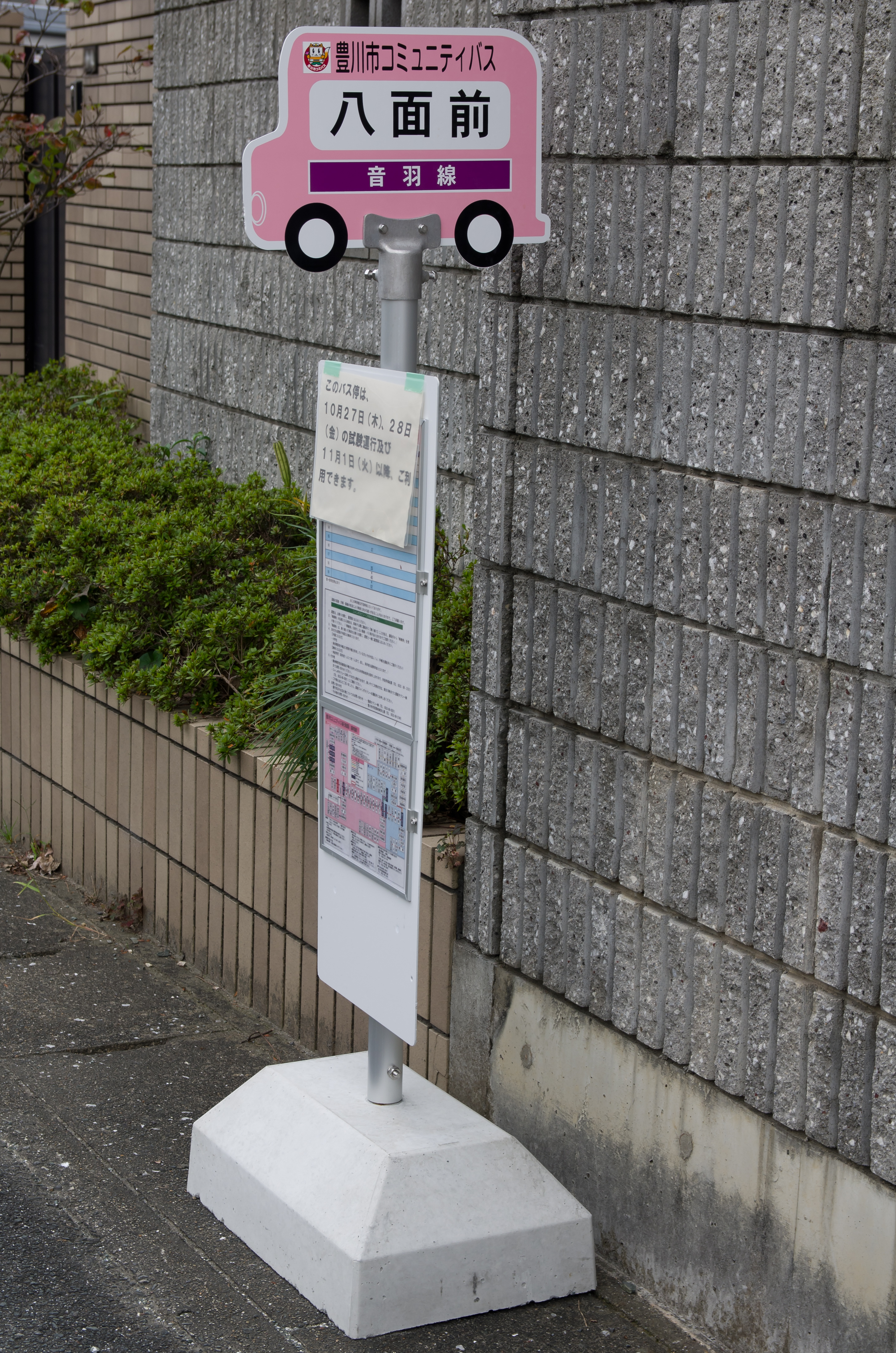
豊川市コミュニティバスのバス停（豊川市御油町）

豊川市コミュニティバス（とよかわしコミュニティバス）は、愛知県豊川市が運営しているコミュニティバスである。

## 概要
路線は、市の中心部と市内各地区を結ぶ「基幹路線」と各地域内を巡回する「地域路線」に大別され、基幹路線6路線、地域路線4路線（地域路線はさらに細かいルートに分けられる）から構成される。
2011年10月31日までは、旧宝飯郡音羽町内を運行する路線（旧音羽町コミュニティバス）のみを「豊川市コミュニティバス」と呼んでいた（後述）。同年11月1日に市内バス路線が再編され、豊川市内全域のコミュニティバス路線について「豊川市コミュニティバス」と呼称することとなった。

## 経緯
これまで豊川市内には豊鉄バス、名鉄バス、豊川市コミュニティバス（音羽地区内のみを運行、後述）、いかまい館送迎バス（一宮地区）、御津地区福祉乗合タクシー（御津地区）といったバス路線が存在した。市が行った「公共交通に関するアンケート調査」によると、「行きたい施設がある地区」には学区で言うところの代田・中部・金屋・桜木・豊・豊川といった市の中心部にある地区が上位を占めた。ところが、豊鉄バスや名鉄バスも路線があるのは市内の一部地域のみで、前記の「行きたい施設がある地区」に直結しているとは限らず、1980年代後半までの路線整理でバスが走っていない地区が多く存在していた。一方、音羽・一宮・御津地区のバスはその地区内のみで運行していたため、公共交通機関を利用して市の中心部に行くためには何度も乗り換えなければならず、自家用車を運転できなかったり所有していない人には大きな負担となっていた。
そこで、公共交通に関する市民満足度の向上や市中心部へのアクセス性改善を目標とし、豊川駅、国府駅、諏訪地区（市役所などが存在）を交通結節点と位置づけ、これらの地点を起点とした交通ネットワークを構築することとなった。
なお豊川市コミュニティバスの運行開始に伴い、これまで豊川駅前から市の北部のぎょぎょランドやゆうあいの里を経由し、国府駅まで運行していた豊鉄バス豊川北部線は廃止となり、御津地区を通過していた名鉄バス西浦豊橋線もコミュニティバス運行開始の1年半後に廃止された。

## 主な沿革
- 1985年（昭和60年） - 名鉄バス萩線が廃止
- 2001年（平成13年）6月1日 - 音羽町コミュニティバスが運行開始
- 2008年（平成20年） - 音羽町が豊川市に編入され、旧音羽地区のみで豊川市コミュニティバスを運転開始
- 2009年（平成21年）2月13日 - 第1回豊川市地域公共交通会議開催
- 2011年（平成23年）
  - 10月27日、28日 - 豊川市コミュニティバス試験運行実施（無料）
  - 10月31日 - コミュニティバス運行開始式開催
  - 11月1日 - 市内全域で豊川市コミュニティバス運行開始。豊鉄バス豊川北部線が廃止
- 2012年（平成24年）10月1日 - 御油地区地域路線「ごゆりんバス」運行開始。音羽線、つつじバスに停留所新設、本宮線のんほい号に「中回り」新設、経路変更
- 2025年（令和7年）3月15日 - 豊鉄バス運行路線（豊川国府線・一宮線）で交通系ICカードmanacaを導入。豊鉄タクシー運行路線（豊川国府線・一宮線以外の全路線）でPayPayでの支払いに対応。[3][4]

## 路線の運行
豊川国府線と一宮線は豊鉄バス株式会社、それ以外の路線は豊鉄タクシー株式会社が運行する。
車両は、豊川国府線が小型バス、一宮線が中・大型バス、それ以外の路線はジャンボタクシーを利用する。
基幹路線と音羽地区の地域路線（つつじバス）、御油地区の地域路線（ごゆりんバス）は毎日運行。一宮、御津地区の地域バスについてはそれぞれの項目を参照。
1月1日から1月3日は全路線運行を休止する。

## 基幹路線

### 豊川国府線
豊川駅前 - 豊川市役所前 - 豊川体育館前 - 豊川市民病院 - 名鉄八幡駅 - 国府駅 - ゆうあいの里
豊川駅、国府駅、諏訪地区という交通結節点を結ぶ路線。豊川体育館前から免許センター前まで、稲荷前から豊川駅前バス停までは豊鉄バスとバス停を共有する。
なお、諏訪地区や八幡駅付近を除いて、かつて名鉄バスが豊川蒲郡線として運行していたルートを通る。

### 千両三上線
上千両集会所 - 三蔵子 - 豊川駅前 - 豊川駅東口 - 三谷原 - 三上地区市民館
市の北部にある千両町から豊川駅前を経由し、東部の三上町に至る路線である。下千両から豊川駅前まではコミュニティバスの運行開始と同時に廃止された豊鉄バス豊川北部線と同じルートをたどる。また、豊川駅前から当古町付近まではかつて存在した豊鉄バス豊川和田辻線とほぼ同じルートを通る。

### ゆうあいの里小坂井線
ゆうあいの里 - ぎょぎょランド - 豊川海軍工廠平和公園 - 市役所 - 豊川体育館前 - 豊川市民病院 - 桜町市民館 - 小坂井支所 - 伊奈駅前萬楽 - 西小坂井駅
ゆうあいの里から市役所、市民病院、代田中学校区を経由して西小坂井駅に至る路線。豊川市コミュニティバスで旧宝飯郡小坂井町を通るのはこの路線のみである。

### 一宮線
豊川駅前 - 東名豊川 - 砥鹿神社前 - 一宮総合支所 - 本宮の湯
豊川駅前から一宮地区にある本宮の湯に至る路線であるが、すべての便が豊鉄バス新豊線に直通しており、例えば豊橋駅前から本宮の湯まで行く場合、豊川駅前で乗り換える必要はない。（1月上旬の豊川稲荷交通規制時は、新豊線直通はなく豊川駅で折り返し運行。）豊川駅前から一宮総合支所までは豊鉄バスとバス停を共有している。

### 音羽線
国府駅 - 御油橋西 - ひまわり農協音羽 - 音羽支所 - 音羽中学校 - 名電長沢駅 - グリーンヒル音羽
国府駅から御油地区、音羽地区中心部を経由して、音羽地区の西部にある住宅地「グリーンヒル音羽」までを結ぶ。一部の便は国府駅から市役所まで直通運転をする（ルートは豊川国府線と同じ）「ひまわり農協音羽」または「音羽支所」バス停で音羽地区の地域路線「つつじバス」と接続する。

### 御津線
国府駅 - クックマート国府店前 - 御津支所 - 愛知御津駅前 - あかね児童館
国府駅と御津地区とを結ぶ路線である。一部の便は国府駅から市役所まで直通運転をする（ルートは豊川国府線と同じ）。

## 地域路線

### 一宮地区（本宮線のんほい号）
- 東回り：いかまい館 - 東上駅 - 金沢構造改善センター - 一宮総合支所 - 江島駅 - いかまい館
- 中回り：いかまい館 - 十部公会堂前 - 三河一宮駅 - 大和公民館 - 一宮総合支所 - 長山駅 - いかまい館
- 西回り：いかまい館 - 足山田公民館 - 篠田集落センター - 一宮総合支所 - いかまい館

※ すべて火・水・木・土曜運行。

### 音羽地区（つつじバス）

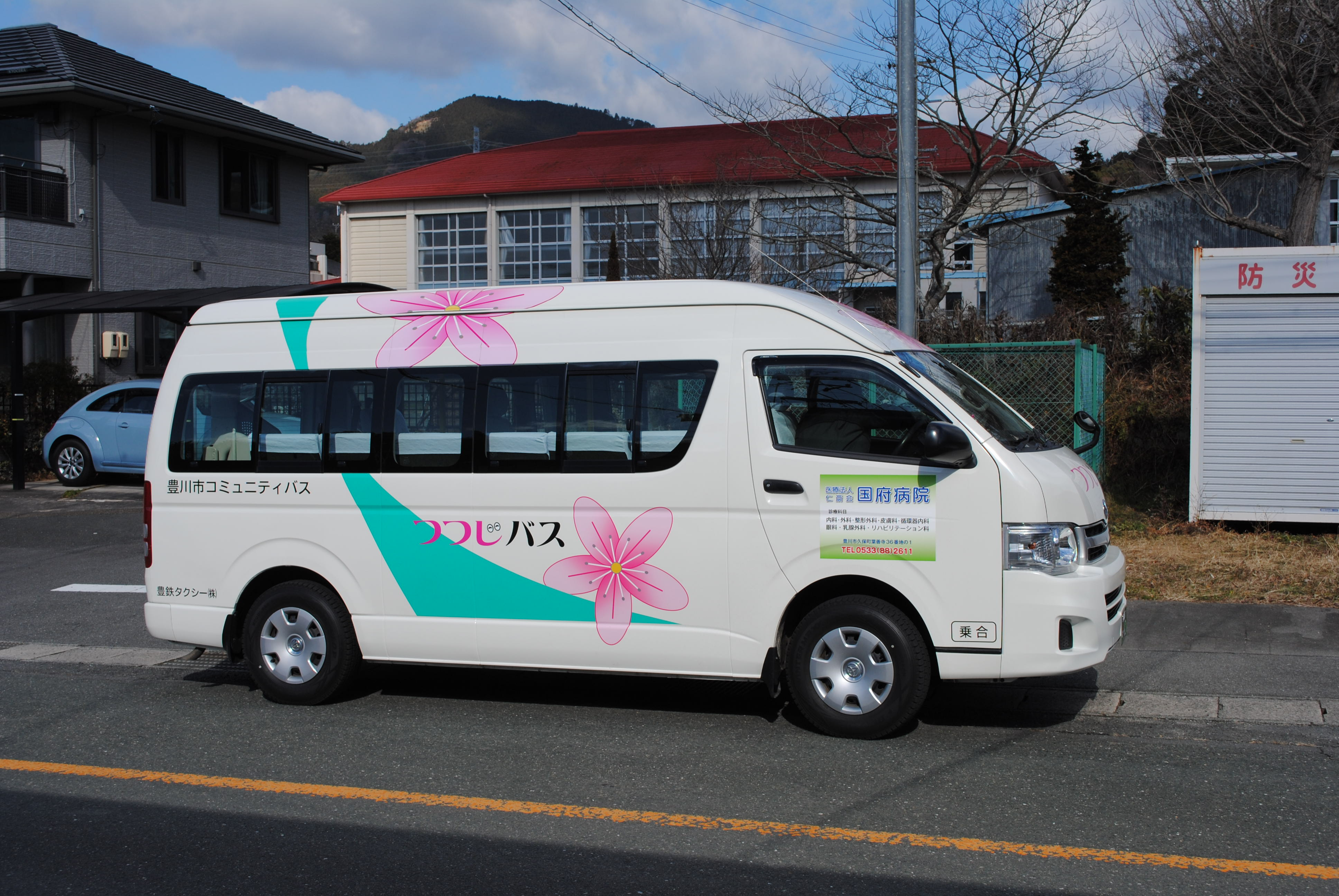
つつじバス

赤坂台上 - 赤坂台市民館 - サンヒル赤坂 - 名電赤坂駅 - ひまわり農協音羽 - 音羽支所 - ひまわり農協音羽 - 名電赤坂駅 - 長根 - 萩市民館 - 大林 - 萩市民館 - 長根 - 名電赤坂駅 - ひまわり農協音羽 - 音羽支所 - ひまわり農協音羽 - 名電赤坂駅 - 赤坂台市民館 - 赤坂台上
※ 一部区間を除き、フリー乗降を実施している。

### 御津地区（ハートフル号）
- 金野・北部小線：熊野神社前 - 北部小学校 - 御津支所 - 愛知御津駅前（朝1便のみ、月～金曜運行）
- 赤根・大草線：愛知御津駅前 - 御津支所 - 福祉保健センター - あかね児童館前 - 大草集荷場前 - みなと住宅 - 愛知御津駅前（月・水・金曜運行）
- 金野・豊沢線：愛知御津駅前 - 御津支所 - 福祉保健センター - 熊野神社前 - 福祉保健センター - 御津支所 - 愛知御津駅前（月・水・金曜運行）
- 下佐脇・御馬線：愛知御津駅前 - 御馬地区市民館 - 福祉保健センター - 御津支所 - 愛知御津駅前（火・木・土曜運行）
- 上佐脇・広石線：愛知御津駅前 - 東新屋集会所前 - クックマート国府店前 - 県営広石住宅前 - 福祉保健センター - 御津支所 - 愛知御津駅前（火・木・土曜運行）

### 御油地区（ごゆりんバス）
国府駅 - ヤマナカ御油店 - 東沢2区集会所 - 東山南 - ヤマナカ御油店 - 国府駅
毎日運行。豊川市御油町のうち、国道1号より東側の住宅地と国府駅や商業施設とを結ぶ路線。国府駅で他のバス路線に乗り換え可能。御油町内にある御油駅前にはバス停が設置されていないが、「東沢2区集会所」バス停が最も駅に近い（最短距離で約150m）。

## 運賃
運賃はゾーン制を導入し、同一ゾーン内で利用する場合は一乗車200円、ゾーンをまたいで利用する場合は300円である（基幹路線の場合）。ゾーンの境界は豊川体育館前バス停である。また、乗り継ぎをする場合，乗継券を受け取れば同一ゾーン内は無料、ゾーンをまたいで利用する場合は100円である。
地域路線はゾーン制を導入しておらず、一乗車100円である（ただし音羽及び御油地区地域路線は200円）。
豊川市コミュニティバスの運行開始にあわせて豊鉄バスの豊川市内の区間でもゾーン制運賃を導入した。ただし乗継割引は利用できない。

## 周辺市コミュニティバス
- 豊橋市地域生活バス・タクシー
  - 北部地区「柿の里バス」（市内三上町の一部を通過するが停留所はない）
- 新城市Sバス
  - 西部線

## 旧・豊川市コミュニティバス

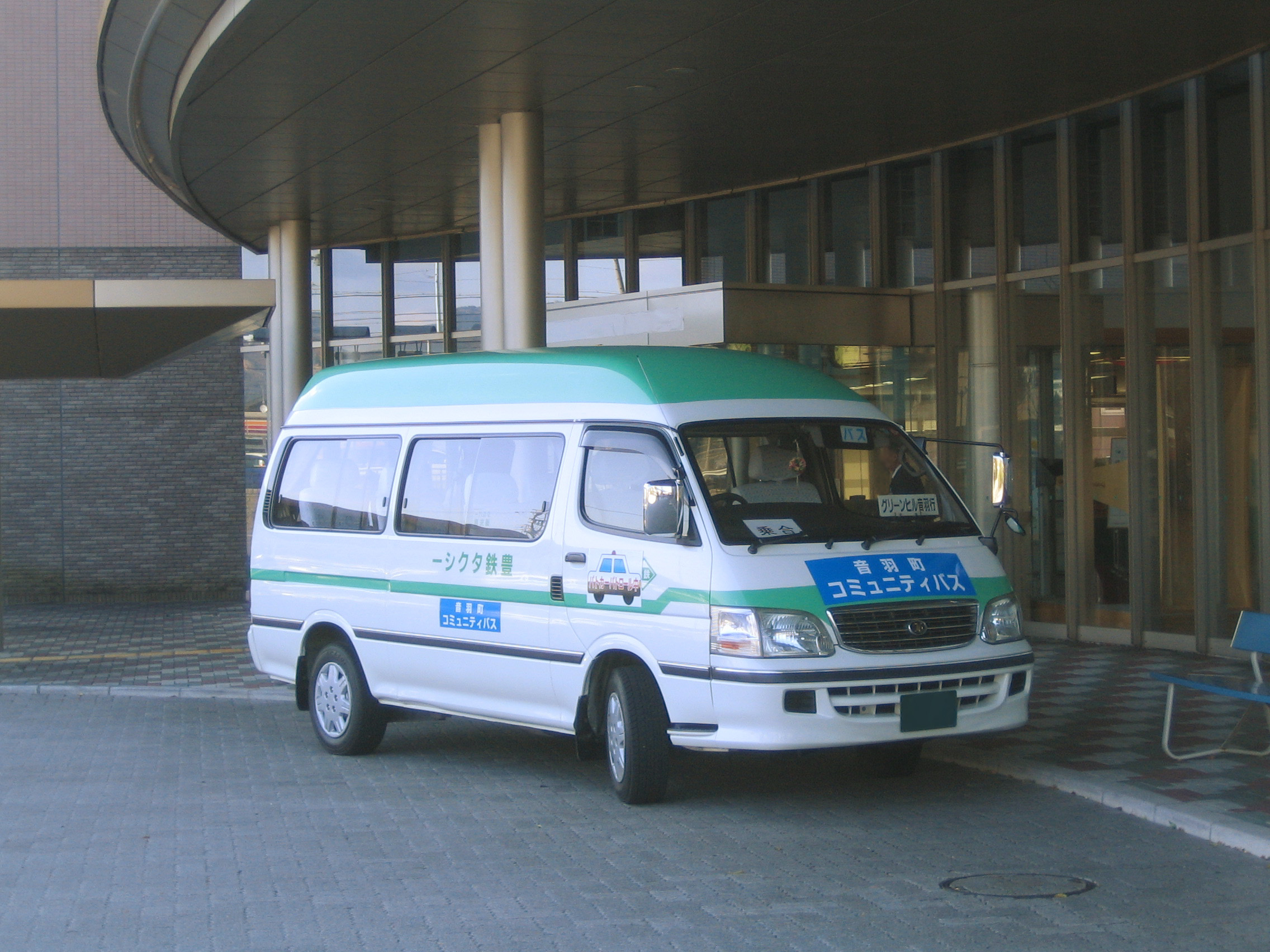
旧音羽町コミュニティバスの車両（町役場=現音羽支所）

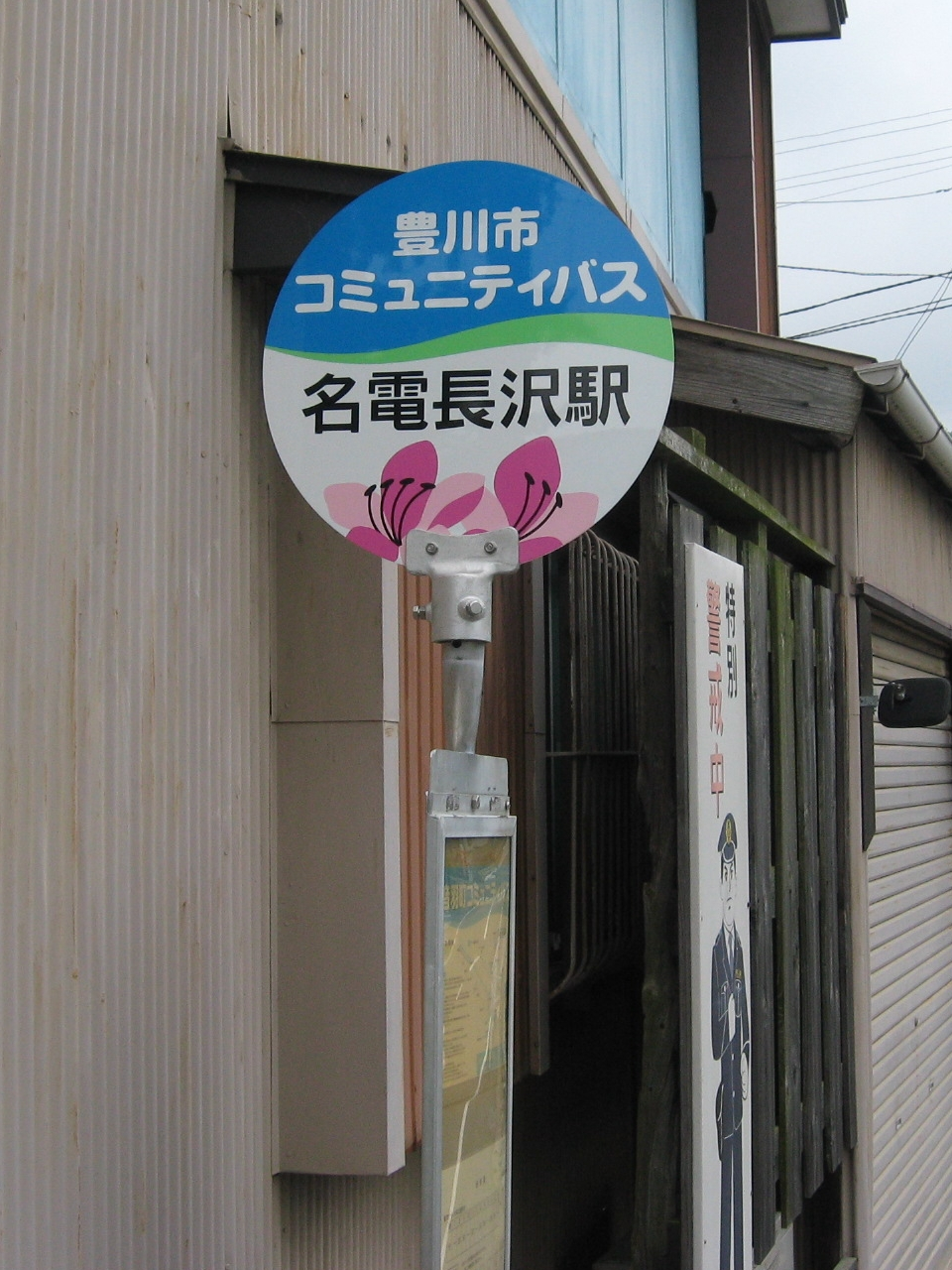
旧豊川市コミュニティバスのバス停（名電長沢駅）

2011年11月1日の新・豊川市コミュニティバス運行開始までは、「豊川市コミュニティバス」は音羽地区内で運行されていたコミュニティバスを指していた。
旧宝飯郡音羽町では、かつて大字赤坂・萩に名鉄バス萩線が存在し、大字長沢を含む国道1号線を岡崎-浜松線が運行していたが、1985年の名鉄バス萩線廃止以降、町内にバス路線がなかった。高齢者などの車を持たない（運転できない）人は町内を移動できず、公共施設や買い物にも行けないため、大変不便な状態だった。これを是正するため、名鉄バス萩線廃止から約15年後の2001年6月1日、「音羽町コミュニティバス」が運行を開始した。
音羽町コミュニティバスは2008年、音羽町の豊川市への編入と同時に「豊川市コミュニティバス」に改称された。この当時、
- 赤坂・赤坂台線：赤坂台上方 → 名電赤坂駅 → サンヒル赤坂 → 名電赤坂駅 → 音羽庁舎 → 会下山 → 福祉保健センター → 音羽庁舎 → 名電赤坂駅 → 赤坂台上方
- 萩・長沢線：大林 → 名電赤坂駅 → 音羽庁舎 → 音羽中学校 → 名電長沢駅 → グリーンヒル音羽（往復運行）

の2路線を有していた。
これらの路線は現在の豊川市コミュニティバスの音羽線や音羽地区地域路線（つつじバス）に受け継がれた。以前は日曜日や年末年始は運休していたが、新しいコミュニティバスでは毎日運行するようになった。